# KLSR-TV
KLSR-TV는 미국 폭스 방송 계열의 지역방송으로 미국 오리건주 유진 지역을 담당한다. 디지털 채널 기준으로 31번에서 방송되며, 2010년에 설립되었다.